# القراهب (مبين)

تعديل مصدري - تعديل

القراهب هي إحدى قرى عزلة مبين بمديرية مبين التابعة لمحافظة حجة، بلغ تعداد سكانها 385 نسمة حسب تعداد اليمن لعام 2004.